# 昭和ホールディングス
昭和ホールディングス株式会社（しょうわホールディングス）は、千葉県柏市に本社を置く持株会社である。

## 沿革
- 1886年 - 創業。
- 1937年 - 昭和護謨株式会社を設立。南亜公司、スマトラ興業、東京護謨工業株式会社、明治護謨工業を吸収合併[2]。
- 1945年 - 日本のゴム工場の始まりと言われる三田土ゴム工業を吸収合併[3]。
- 1949年 - 日東タイヤ株式会社（現在の日東化工）分離。
- 1952年 - 東京証券取引所に上場。
- 1968年 - 昭和ゴム株式会社に社名変更。
- 1994年 - 現在地に本社移転。
- 2009年6月29日 - 昭和ホールディングス株式会社に社名変更。
- 2009年10月1日 - 事業会社を分割し持株会社となる。
- 2011年5月30日 - 株式会社ウェッジホールディングスを子会社化。
- 2011年7月 - 明日香食品グループを持分法適用会社化。
- 2018年10月 - 明日香食品グループを連結子会社化。

## グループ
- Group Lease Public Co.,Ltd. - タイ証券取引所(SET)上場。新車および中古オートバイに対するファイナンス、およびオークション事業。
- 昭和ゴム株式会社 - ゴムライニング、クリーンローラー[4][5]、UV照射器[6][7]、ソフトテニスボールなどを製造、販売するメーカーである。
- 株式会社ルーセント - スポーツ用品の生産・仕入・販売、及びスポーツ施設工事の施工。
- 株式会社ウェッジホールディングス - カードゲームの企画・開発・制作、コミックやホビー系書籍・ゲーム攻略本などの編集、イベント企画・開催。
- 明日香食品株式会社 - 和生菓子の製造及び販売。

## 参考資料
- 2015年7月9日昭和ホールディングス株式会社 コーポレート・ガバナンス報告書（東京証券取引所 - 閲覧）